# Effecteur de type III
Un effecteur de type III est une protéine injectée par une bactérie phytopathogène dans le cytoplasme des cellules végétales de la plante-hôte qui joue un rôle essentiel au pouvoir pathogène de la bactérie.

## Contexte
Un grand nombre de bactéries phytopathogènes appartenant au groupe des Gammaproteobacteria interagissent directement avec les cellules de la plante-hôte au moyen d'effecteurs protéiques dans les stades précoces de l'infection. Ceux-ci sont sécrétés dans l'apoplaste ou dans le cytoplasme des cellules-hôtes par l'intermédiaire d'un système de sécrétion de type III (SST3), véritable seringue moléculaire, moteur de l'interaction bactérie-cellule eucaryote. Le terme effecteur de type III provient justement du fait que ces molécules transitent par le SST3.
Cette propriété n'est pas réservée aux bactéries phytopathogènes ; en effet le SST3 est également très répandu chez les bactéries pathogènes des animaux. C'est notamment le cas des genres Yersinia, Salmonella, Escherichia. Au même titre que les SST3 des bactéries phytopathogènes et ceux des bactéries pathogènes des animaux sont très similaires dans leur structure, les effecteurs qu'elles utilisent peuvent parfois présenter des similarités de motifs, ce qui est lié au fait que leur mécanisme d'interaction avec la cellule-hôte se ressemblent.
Cet article s'intéressera plus particulièrement aux effecteurs de type III des bactéries phytopathogènes, autrement appelés « effecteurs Hrp ».

## Effecteurs Hrp
Le terme Hrp (Hypersensitive Response and Pathogenicity) fait référence à la nécessité de nombreuses gammaprotéobactéries d'avoir un système de sécrétion de type III fonctionnel et les effecteurs adéquats pour à la fois provoquer des réponses d'hypersensibilité (interaction incompatible) chez les plantes non-hôtes et les plantes-hôtes résistantes ainsi que la maladie chez les plantes-hôtes sensibles (interaction compatible). Les gènes codant les effecteurs et les protéines du SST3 sont regroupés au même endroit dans le génome des bactéries : ce sont des ilots de pathogénicité appelés clusters hrp. Le nombre d'effecteurs peut varier d'un agent pathogène à l'autre : près d'une quarantaine ont été identifiés chez des pathovars de Pseudomonas syringae tandis qu'Erwinia amylovora n'en possède qu'une dizaine.

### Généralités

#### Réaction d'avirulence
Certains des produits sécrétés par le SST3 correspondent à des protéines d'avirulence codées par des gènes d'avirulence ou gènes avr. Ces protéines peuvent être reconnues par des protéines de résistance de la plante-hôte, codées par des gènes de résistance ou gènes R. Cette reconnaissance est « spécifique », c'est-à-dire qu'une protéine R ne peut reconnaître qu'un type de protéine Avr et qu'elle aboutit à une réaction de résistance totale qui se traduit par une mort cellulaire au point d'infection, rendant impossible la progression du pathogène. L'interaction R-Avr peut se faire directement, par contact entre les deux protéines, mais ce modèle n'est valable que dans un nombre limité de cas. En effet, les travaux menés ces cinq dernières années[Quand ?] montrent que la réaction d'hypersensibilité résulte plutôt d'une reconnaissance indirecte, d'une détection des troubles cellulaires que peut provoquer une protéine Avr.

#### Dialogue moléculaire
Les effecteurs Hrp sont les initiateurs du dialogue moléculaire qui s'établit entre la plante et la bactérie. Leur rôle est de pouvoir créer une situation de compatibilité qui permet au pathogène de se multiplier, comme par exemple provoquer une nécrose cellulaire pour assurer une disponibilité en nutriments, directement relâchés des cellules hôtes. À l'origine, avant l'apparition des gènes majeurs de résistance R, le rôle des premiers effecteurs Hrp était vraisemblablement de supprimer les défenses dites « basales » de la plante (à savoir le renforcement pariétal, la production de composés antimicrobiens type phytoalexines). Les pathogènes d'aujourd'hui possèdent toujours ce type d'effecteur et leur fonction a également été conservée. Avec l'apparition des gènes de résistance, les bactéries phytopathogènes ont dû faire face à une nouvelle barrière de défense très efficace (PR-protéines, mort cellulaire, en plus des défenses basales). Dans un certain nombre d'interaction, les bactéries phytopathogènes disposent d'effecteurs Hrp leur permettant de contourner ces défenses pour réussir l'infection. Les mécanismes moléculaires d'action sont de plus en plus complexes et les bactéries phytopathogènes ont réellement appris à moduler le métabolisme des cellules-hôtes à leur avantage. Ainsi s'est établie une « course à l'armement » qui n'est pas près de s'arrêter.

### Mécanismes d'action
L'un des premiers rôles des effecteurs Hrp injectés dans la cellule-hôte semble être de supprimer les défenses activées à la suite de la détection du pathogène. Cette détection est en général liée à la présence de motifs conservés à la surface des pathogènes, les motifs moléculaires associés aux pathogènes (PAMP, acronyme de pathogen-associated molecular patterns), comme les LPS et les flagelles des gammaprotéobactéries. Ces motifs sont reconnus par les cellules-hôtes par l'intermédiaire des récepteurs de type RLK (receptor-like kinase) ou type NBS-LRR. Mais certains effecteurs Hrp peuvent également interférer avec les réponses résultant d'une interaction R-Avr.
C'est par exemple le cas d'AvrPtoB qui est capable d'inhiber les réponses découlant de la reconnaissance de l'effecteur AvrPto par la protéine de résistance Pto dans le cadre de l'interaction incompatible Pseudomonas syringae pv. tomato - Nicotiana benthamiana. Il s'avère en fait qu'AvrPtoB possède une activité générale de régulation négative de la mort cellulaire programmée (MCP) puisqu'il est également actif dans des cellules animales. Cette fonction n'est pas spécifique d'AvrPtoB puisque bon nombre d'effecteurs des pathovars de Pseudomonas syringae sont capables d'inhiber la MCP.